# SMS Schwarzenberg
La SMS Schwarzenberg è stata una fregata a propulsione mista vela-vapore della k.u.k. Kriegsmarine in servizio tra il 1854 e il 1890.

## Storia

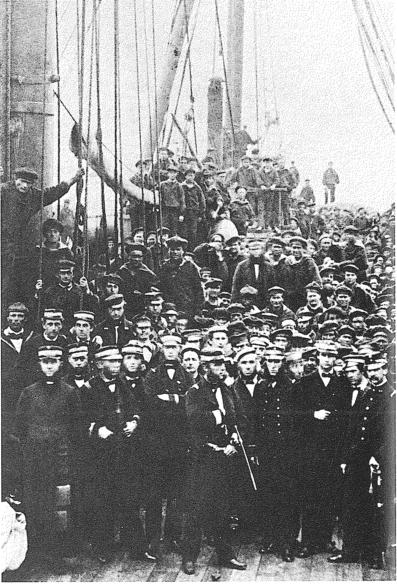
L'appena promosso contrammiraglio von Tegetthoff e l'equipaggio della Schwarzenberg fotografati a Cuxhaven il 6 giugno 1864.

La costruzione della fregata lignea SMS Schwarzenberg, fu ordinata presso l'Arsenale di Venezia nel corso del 1851, e l'unità fu varata il 24 aprile 1853, entrando in servizio effettivo nella k.u.k. Kriegsmarine nel corso del 1854. 
Nel 1864, dopo lo scoppio della seconda guerra dello Schleswig, fece parte della squadra navale del capitano di vascello  von Tegetthoff che fu mandata nel Mare del Nord al fine di forzare il blocco navale decretato dalla Danimarca contro tutti i porti dello Schleswig-Holstein, esteso l'8 marzo successivo a tutti i porti della Prussia.  Come nave ammiraglia, insieme alla fregata Graf Radetzky, prese parte alla battaglia di Helgoland, avvenuta il 9 maggio contro la squadra navale danese agli ordini del capitano Edouard Suenson.
Dopo l'inizio della terza guerra d'indipendenza italiana, al comando del capitano di vascello Giorgio Milossich , la Schwarzenberg fu assegnata alla seconda divisione (commodoro Anton von Petz) della squadra navale al comando del contrammiraglio von Tegetthoff. Partecipò alla battaglia di Lissa dove fu impegnata contro alcune unità italiane appartenenti alla divisione del contrammiraglio Giovanni Vacca, rimanendo pesantemente danneggiata con la perdita dell'albero di trinchetto, che fu asportato, mentre quello di bompresso venne troncato.
Il 12 maggio 1869 è declassata ed adibita all'uso come nave scuola, con l'unità motrice che venne asportata per essere installata sulla corvetta Fasana. Inoltre fu costruito un secondo ponte al fine di poter ospitare un maggior numero di allievi.
Tra il 1870 e il 1890 fu utilizzata per l'addestramento dei Cadetti di Marina.
Il 22 agosto 1886 è rimorchiata a Pola, per essere poi trasferita a Sebenico sempre come nave scuola.
Il 10 agosto 1890 a bordo scoppiò un'epidemia di tracoma e l'unità fu rimorchiata a Pola dalla Dandolo per venire disinfestata. Viste le pessime condizioni in cui versava la nave la Schwarzenberg fu radiata definitivamente il 25 novembre 1890. 

### Annotazioni
1. ↑  In tedesco per i nomi delle navi, "SMS" significa Seiner Majestät Schiff ("Nave di Sua Maestà").

### Fonti
1. 1 2 3 4 5  Chesneau, Kolesni 1979, p. 275.
2. 1 2 3  Gogg 1974, p. 46.
3. 1 2 3 4 5 6  Agenzia Bozzo.